# Dorfkirche Mertendorf

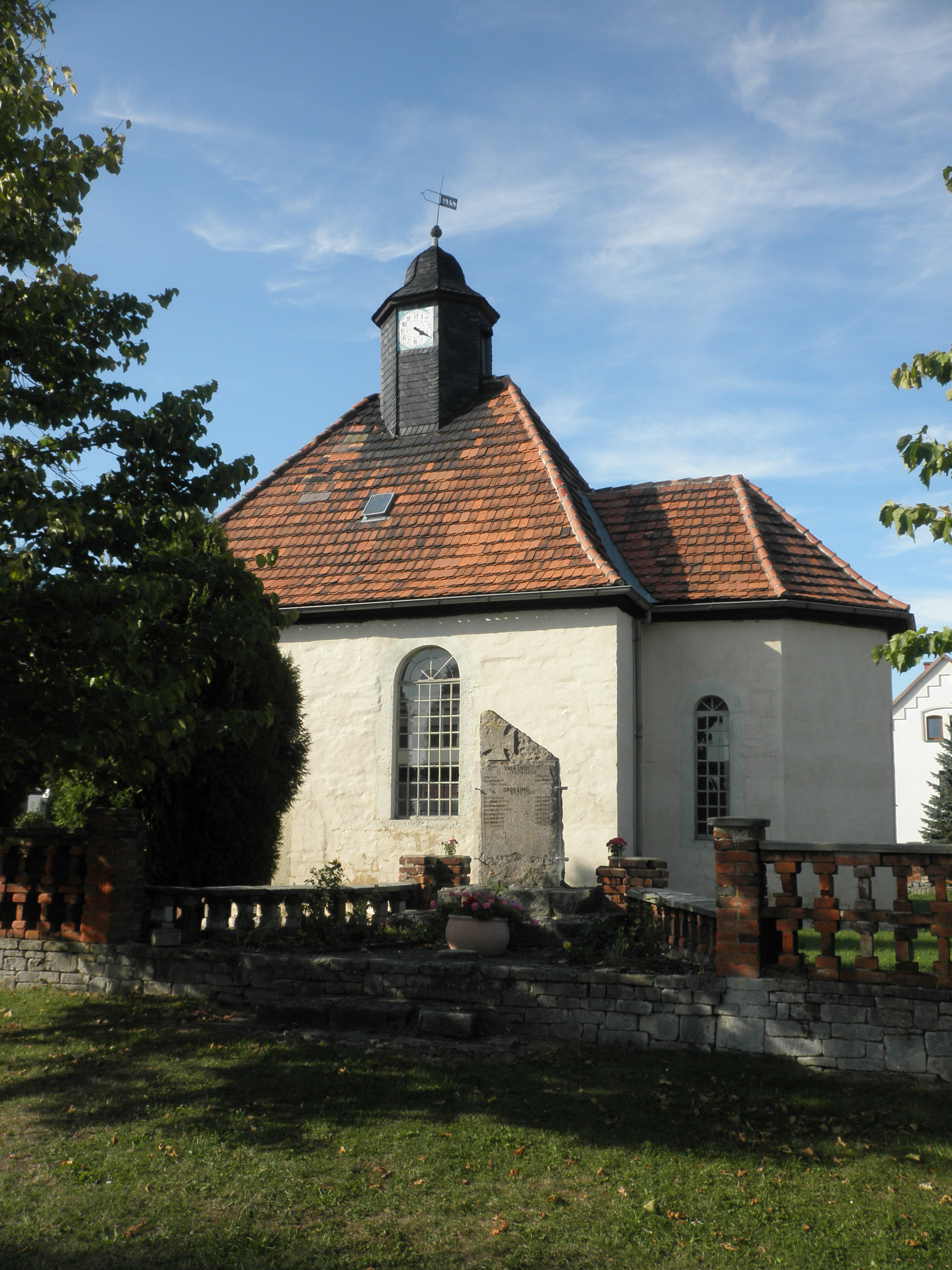
Die Kirche

Die Dorfkirche Mertendorf steht in der Gemeinde Mertendorf im Saale-Holzland-Kreis in Thüringen. Sie gehört zum Pfarrbereich Dorndorf-Steudnitz im Kirchenkreis Eisenberg der Evangelischen Kirche in Mitteldeutschland.

## Lage
Die Dorfkirche befindet sich in der Mitte des Rundlingsdorfes.

## Geschichte
Ein Datum zur Ersterwähnung der Kirche inmitten des slawischen Rundlingsdorfes ist nicht bekannt. Die Saalkirche mit eingezogenem fünfseitigem Chorpolygon ist vermutlich im 17. Jahrhundert errichtet worden. Spuren einer romanischen Vorgängerkapelle sind im Grundmauerwerk vorhanden.

## Innenraum
Der Raum ist ausgestattet mit einer dreiseitigen Empore sowie einem um 1700 gestifteten Kanzelaltar. Nach dem Zweiten Weltkrieg erfolgte eine Renovierung der Kirche. Das Kirchenschiff wurde ausgemalt und mit einem Bild versehen. Die Renovierung 1995 erfolgte nach dem damaligen Vorbild. Die Orgel befindet sich unter der westlichen Empore. Sie wurde 1865 von Wilhelm Heerwagen aus Klosterhäseler gebaut und stand ursprünglich in der Gutskapelle Würchhausen bei Camburg. Sie wurde 1959 nach Mertendorf überführt. Die Glocke wurde 1485 von Johannes Brune in Erfurt gegossen.